# Podvojná záměna
Podvojná záměna (neboli konverze) je reakce, při které dochází k vzájemné výměně iontů mezi reaktanty. Obecně ji lze zapsat:
A-B + C-D → A-D + C-B
Tento typ reakce se objevuje u iontových i kovalentních sloučenin, často dochází k vysrážení jednoho z produktů, například:
AgNO3 + NaCl → AgCl + NaNO3

## Typy reakcí

### Výměna iontů
Výměnou iontů lze výhodně připravit soli rozpustné v organických rozpouštědlech, například reakcí rhenistanu sodného s chloridem tetrabutylamonným:
NaReO4 + N(C4H9)4Cl → N(C4H9)4[ReO4] + NaCl
Rhenistan tetrabutylamonný se sráží z vodného roztoku, zatímco chlorid sodný zůstává rozpuštěný.
Reaktanty nemusí být nutně rozpustné, aby došlo k reakci. Například thiokynatan barnatý vzniká reakcí hydroxidu barnatého se suspenzí thiokyanatanu měďného za varu:
Ba(OH)2 + 2 CuCNS → Ba(CNS)2 + 2 CuOH

### Alkylace
Podvojnou záměnu lze využít i k alkylaci komplexů kovů, příkladem může být methylace dichloridu titanocenu:
(C5H5)2TiCl2 + 2 ClMgCH3 → (C5H5)2Ti(CH3)2 + 2 MgCl2